# Tom Cruise
Thomas Cruise Mapother IV (sinh ngày 3 tháng 7 năm 1962) là một nam diễn viên và nhà sản xuất phim người Mỹ. Anh bắt đầu sự nghiệp của mình ở tuổi 19 với bộ phim Endless Love. Cruise cũng được biết đến rộng rãi với vai diễn điệp viên IMF Ethan Hunt trong loạt phim Nhiệm vụ bất khả thi. Anh đã giành chiến thắng một giải Quả cầu vàng ở hạng mục "Nam diễn viên phim chính kịch xuất sắc nhất" vào năm 1990 cho vai diễn trong bộ phim Born on the Fourth of July; Nam diễn viên phim ca nhạc hoặc phim hài xuất sắc nhất vào năm 1997 cho Jerry Maguire; và Nam diễn viên điện ảnh phụ xuất sắc nhất vào năm 2000 cho bộ phim Magnolia. Tính tới tháng 9 năm 2017, các bộ phim có Cruise tham gia đã đạt mức doanh thu 3,7 tỉ USD tại phòng vé Mỹ và Canada, cũng như tổng 9,0 tỉ USD toàn cầu, giúp anh trở thành nam diễn viên đạt doanh thu cao thứ tám ở Bắc Mỹ và đồng thời là một trong những nam diễn viên có doanh thu phim cao nhất toàn cầu.
Ngoài ra, Cruise còn là một người ủng hộ Khoa luận giáo và các chương trình xã hội liên quan, vì tôn giáo này đã giúp anh vượt qua chứng khó đọc.

## Thời thơ ấu
Cruise được sinh ra tại Syracuse, New York, là con trai của Mary Lee (họ gốc Pfeiffer), một giáo viên giáo dục đặc biệt, và Thomas Cruise Mapother III, một kỹ sư điện, cả hai đều đến từ Louisville, Kentucky. Anh có ba chị em ruột là Lee Anne, Marian và Cass. Họ đều mang dòng máu Anh, Đức và Ireland. Một trong những kị bên họ nội của Cruise là Patrick Russell Cruise, người được sinh ra tại miền bắc Hạt Dublin vào năm 1799; ông cưới Teresa Johnson ở Hạt Meath vào năm 1825. Họ rời Ireland tới Mỹ cùng năm đó và sinh sống tại New York. Cả hai người có một con gái tên là Mary Paulina Russell Cruise, và con trai của bà, Thomas Cruise Mapother, chính là cụ của Cruise. Em họ của Cruise, William Mapother, cũng là một diễn viên; và cả hai anh em đã xuất hiện cùng nhau trong tổng cộng năm phim.
Cruise lớn lên trong gia cảnh nghèo nàn, và được nuôi dạy theo Công giáo Rôma. Cha anh là người hay bạo hành gia đình, và Cruise đã từng bị cha mình đánh đập, "Ông ấy là loại người mà, nếu sự việc đi quá xa, ông ấy sẽ đá bạn. Đó là một bài học lớn của đời tôi—cái cách mà ông ấy ru bạn ngủ, khiến bạn cảm thấy an toàn và rồi, bốp! Đối với tôi, nó như kiểu, 'Có điều gì đó rất sai đối với người đàn ông này. Đừng tin ông ta. Hãy cẩn thận khi ở bên cạnh ông ta.'"
Cruise có một khoảng thời gian thơ ấu sinh sống tại Canada. Gia đình anh chuyển tới Beacon Hill, Ottawa vào cuối năm 1971 để cha của Cruise có thể làm cố vấn quốc phòng trong Quân đội Canada. Tại đây, Cruise theo học lớp bốn và lớp năm tại trường Robert Hopkins Public School. Ở lớp bốn, Cruise lần đầu tiên được tham gia vào diễn xuất, dưới sự dẫn dắt của George Steinburg. Cruise cùng sáu bạn nam khác tham gia một vở nhạc kịch có tên là IT tại lễ hội kịch của trường Carleton Elementary School. Trưởng ban tổ chức Val Wright, người đã đứng ở hàng khán giả đêm đó, cho biết, "Màn diễn xuất và ứng khẩu thật tuyệt vời." Cruise cũng chơi nhiều môn thể thao trong trường, đặc biệt là khúc côn cầu trong nhà.
Năm lớp sáu, Cruise theo học tại trường Henry Munro Middle School tại Ottawa, Canada. Tuy nhiên mùa xuân năm đó, cha mẹ của Cruise ly dị, và mẹ Cruise đã đem cậu và các chị em trở về Mỹ. Cha của Cruise mất vì ung thư vào năm 1984. Cruise sau đó có tham gia chủng viện Phan Sinh tại Cincinnati, Ohio để lấy học bổng của giáo hội và với mong muốn được trở thành giáo sĩ Công giáo, trước khi có niềm yêu thích với diễn xuất.:24–26 Ở năm học cuối, anh tham gia chơi bóng bầu dục cho đội bóng của trường với vị trí hậu vệ, nhưng sau đó đã bị loại khỏi đội bóng sau khi bị bắt gặp đang uống bia trước trận đấu.:47 Tổng cộng, Cruise đã theo học tại 15 trường trong 14 năm.

## Sự nghiệp

### 1981 - 1994: Những thành tựu đầu tiên

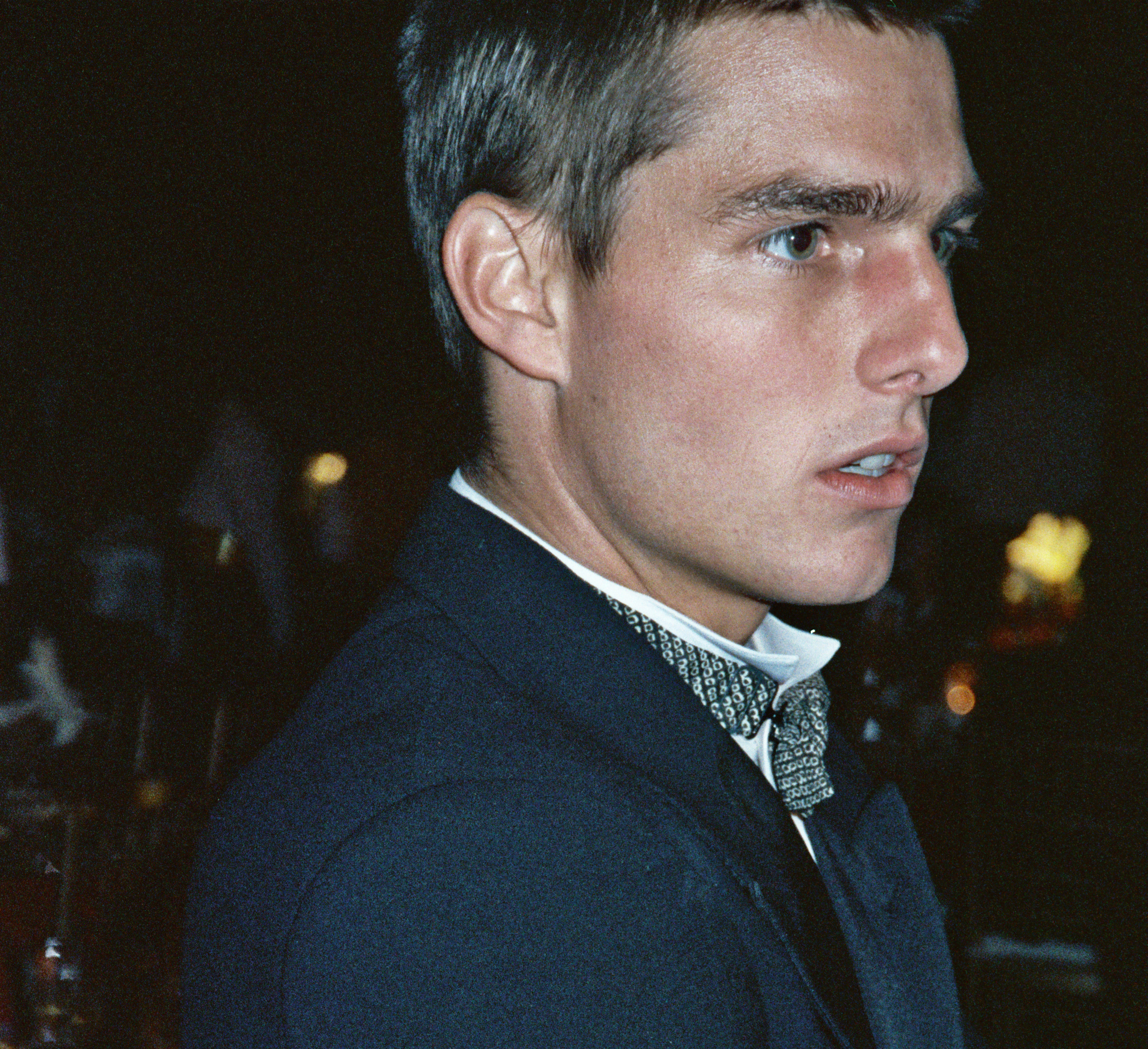
Tom Cruise tại giải Oscar lần thứ 61 năm 1989.

Cruise xuất hiện lần đầu tiên với một vai diễn nhỏ trong bộ phim năm 1981 Endless Love, theo sau là một vai diễn phụ trong phim Taps vào cuối năm đó. Năm 1983, Cruise được tham gia vào dàn diễn viên của The Outsiders. Cũng trong năm đó anh tham gia vào hai bộ phim All the Right Moves và Risky Business, vốn được miêu tả là "một bộ phim kinh điển của Thế hệ X, là tiền đề cho sự nghiệp của Tom Cruise", và cùng với bộ phim Top Gun năm 1986, đã đưa sự nghiệp của anh lên hạng siêu sao. Cruise cũng tham gia vai chính trong bộ phim Legend của Ridley Scott, phát hành năm 1985.
Cruise tiếp tục sự nghiệp của mình bằng vai diễn đóng cặp với Paul Newman trong bộ phim The Color of Money ra mắt vào năm 1986. Năm 1988, anh xuất hiện trong Cocktail, vai diễn khiến anh phải nhận giải Mâm xôi vàng cho Diễn viên nam chính tồi nhất. Cuối năm đó anh và Dustin Hoffman đóng cặp với nhau trong Rain Man, bộ phim chiến thắng giải Oscar cho Phim hay nhất, và Cruise cũng có được giải Nam diễn viên phụ xuất sắc nhất từ Giải thưởng của Hiệp hội Phê bình phim Thành phố Kansas. Cruise vào vai cựu binh Chiến tranh Việt Nam Ron Kovic trong bộ phim Born on the Fourth of July ra mắt năm 1989, vai diễn giúp anh giành giải Quả cầu vàng cho Nam diễn viên phim chính kịch xuất sắc nhất, giải của Hiệp hội phê bình phim Chicago cho Nam diễn viên chính xuất sắc nhất, giải People's Choice cho Nam diễn viên điện ảnh được yêu thích nhất, cùng một đề cử tại giải BAFTA cho Nam diễn viên chính xuất sắc nhất cũng như giải Oscar cho Nam diễn viên chính xuất sắc nhất đầu tiên trong sự nghiệp của anh.
Hai bộ phim tiếp theo mà Cruise tham gia, Days of Thunder (1990) và Far and Away (1992), đều có sự xuất hiện của người vợ sau này của anh, Nicole Kidman, trong vai nhân vật người tình. Năm 1994, Cruise cùng với Brad Pitt, Antonio Banderas và Christian Slater tham gia diễn xuất trong bộ phim Interview with the Vampire của đạo diễn Neil Jordan, một bộ phim chính kịch rùng rợn theo phong cách gothic chuyển thể từ tiểu thuyết Phỏng vấn Ma cà rồng của Anne Rice. Phim nhận được nhiều lời khen ngợi, dù Rice ban đầu thẳng thắn thừa nhận việc cô không thích Cruise tham gia vào bộ phim, và Julian Sands mới là lựa chọn đầu tiên của cô. Tuy nhiên sau khi xem xong bộ phim, cô đã tự chi 7.740 USD cho hai trang quảng cáo trên tờ Daily Variety để khen ngợi tài năng diễn xuất cũng như xin lỗi về các quan điểm trước đây của mình.

### 1995 - nay:Nhiệm vụ bất khả thivà những bứt phá
Cruise hợp tác với Paula Wagner để thành lập hãng sản xuất Cruise/Wagner Productions vào năm 1993, và công ty đã chịu trách nhiệm sản xuất nhiều phim điện ảnh mà anh tham gia. Năm 1996, Cruise vào vai siêu điệp viên Ethan Hunt trong bộ phim tái khởi động thương hiệu Nhiệm vụ bất khả thi, mà trong đó anh cũng đóng vai trò sản xuất. Bộ phim là một thành công lớn về mặt thương mại, dù cho không ít chỉ trích về phía nhân vật phản diện Jim Phelps khi mà trong loạt phim truyền hình gốc đây lại là nhân vật chính. Năm 1996, Cruise đảm nhiệm vai chính trong phim điện ảnh Jerry Maguire, vai diễn đã đem về cho anh một giải Quả cầu vàng cho Nam diễn viên phim ca nhạc hoặc phim hài xuất sắc nhất và đề cử giải Oscar cho Nam diễn viên chính xuất sắc nhất thứ hai trong sự nghiệp. Năm 1999, Cruise một lần nữa đóng cặp với Nicole Kidman trong bộ phim chính kịch khiêu dâm Eyes Wide Shut của đạo diễn Stanley Kubrick, và tham gia một vai phụ hiếm thấy trong tác phẩm Magnolia, và cũng chính vai diễn này đã giúp anh có thêm một đề cử giải Quả cầu vàng và một đề cử giải Oscar cho Nam diễn viên phụ xuất sắc nhất.
Năm 2000, Cruise trở lại với vai diễn điệp viên Ethan Hunt trong phần phim thứ hai của thương hiệu Nhiệm vụ bất khả thi mang tên Nhiệm vụ bất khả thi 2. Bộ phim do đạo diễn người Hồng Kông Ngô Vũ Sâm chỉ đạo nên phong cách hành động trong phim đi theo hướng gun fu. Bộ phim tiếp tục nối tiếp thành công của phần phim tiền nhiệm, đem về 547 triệu USD toàn cầu, trở thành bộ phim có doanh thu cao nhất năm 2000, dù phim nhận được nhiều ý kiến trái chiều về mặt chuyên môn. Cruise nhận được một giải MTV Movie Award cho Nam diễn viên xuất sắc nhất cho bộ phim này.

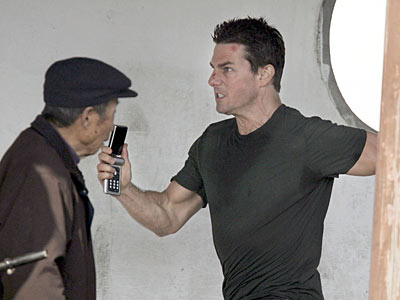
Nokia N92

Nhiệm vụ bất khả thi sau đó trở thành một thương hiệu điện ảnh lớn đi cùng sự nghiệp của Tom Cruise với tổng cộng sáu phần phim tính tới năm 2018.

## Di sản

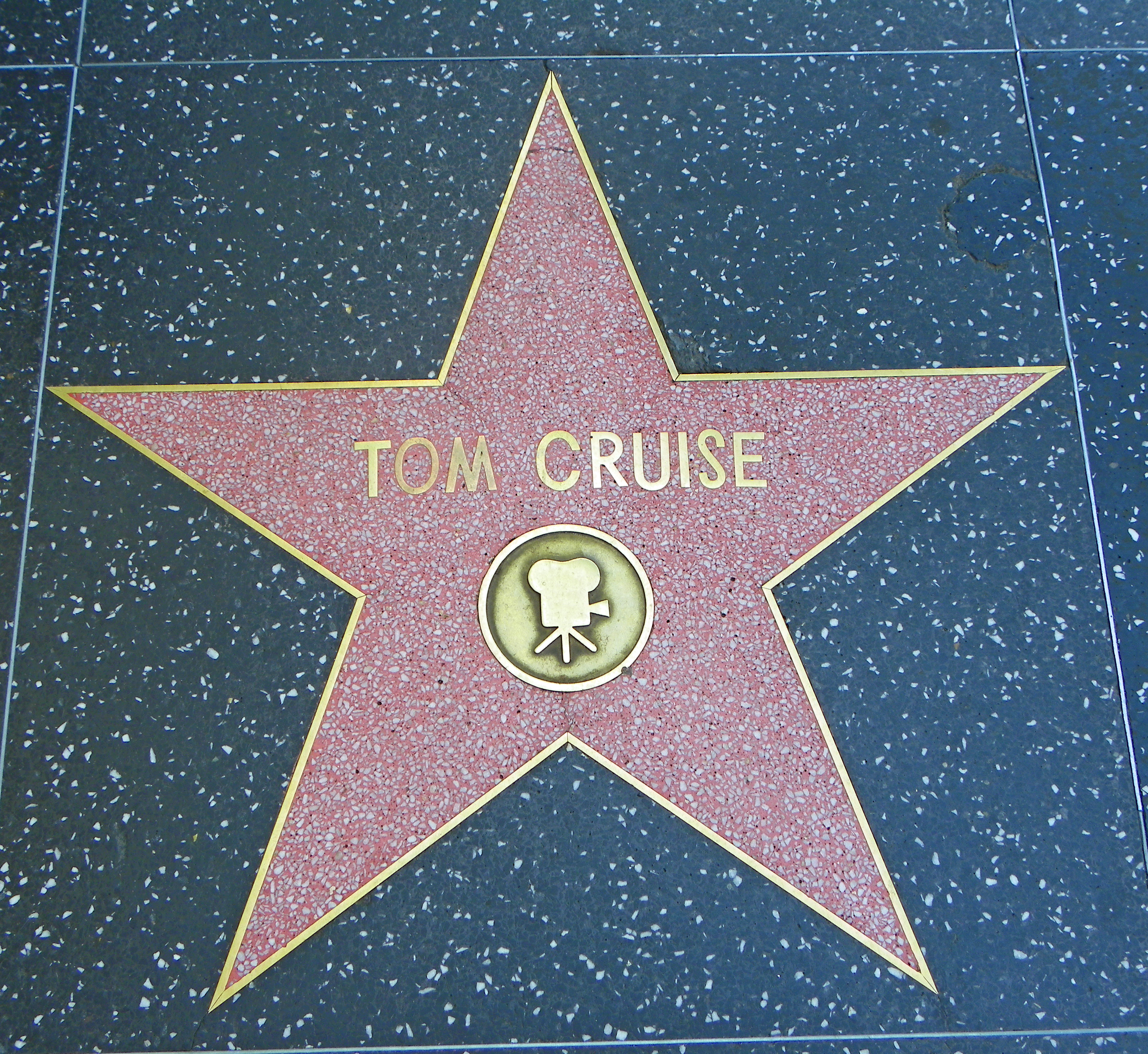
Ngôi sao của Tom Cruise trên Đại lộ Danh vọng Hollywood.

Năm 2006, Premiere xếp Cruise là nam diễn viên quyền lực nhất Hollywood, khi Cruise đứng ở vị trí thứ 13 trong Danh sách Quyền lực năm 2006 của tạp chí, là nam diễn viên được xếp hạng cao nhất. Cùng năm, tạp chí Forbes xếp anh là người nổi tiếng quyền lực nhất thế giới. Người sáng lập CinemaScore vào năm 2016 đã trích dẫn Cruise và Leonardo DiCaprio là "hai ngôi sao, không quan trọng bộ phim tệ đến mức nào, họ có thể kéo [doanh thu phòng vé] lên". 
Ngày 10 tháng 10 năm 2006, được tuyên bố là "Ngày Tom Cruise" tại Nhật Bản; Hiệp hội Ngày Tưởng niệm Nhật Bản nói rằng ông được trao tặng một ngày đặc biệt vì "tình yêu và sự gắn bó chặt chẽ của ông với Nhật Bản." 
Trong khi đánh giá Days of Thunder, nhà phê bình phim Roger Ebert đã lưu ý những điểm tương đồng giữa một số bộ phim những năm 1980 của Cruise và đặt biệt danh cho công thức là Hình ảnh Tom Cruise.  Ebert liệt kê chín thành phần chính tạo nên Hình ảnh Tom Cruise: nhân vật Cruise, người cố vấn, người phụ nữ siêu đẳng, kỹ năng anh ấy phải trau dồi, đấu trường diễn ra, arcana hoặc kiến thức anh ấy phải học, con đường hoặc hành trình, kẻ thù chính và kẻ thù cuối cùng của nhân vật. Một số bộ phim sau này của Cruise như Chỉ vài người tốt và Samurai cuối cùng cũng có thể được coi là một phần của công thức này.
Màn hình chiếu so sánh hai trong số các nhân vật Cruise này trong một bài báo trên bộ phim A Few Good Men,
[biên kịch] Aaron Sorkin có cách tiếp cận ngược lại với Top Gun một cách thú vị, nơi Cruise cũng đóng vai chính. Trong Top Gun, Cruise đóng vai Mitchell, một quân nhân 'nóng nảy', người phạm sai lầm vì cố gắng làm tốt hơn người cha quá cố của mình. Nơi Maverick Mitchell cần phải kiềm chế kỷ luật, Daniel Kaffee cần để nó qua đi, cuối cùng hãy xem anh ấy có thể làm gì.

## Kiện tụng
Năm 1998, Tom Cruise đã kiện thành công tờ Daily Express, một tờ báo lá cải của Anh với cáo buộc rằng cuộc hôn nhân của anh với Kidman là một trò giả tạo nhằm che đậy mối quan hệ đồng tính của anh. 
Vào tháng 5 năm 2001, Cruise đệ đơn kiện nam diễn viên khiêu dâm đồng tính Chad Slater. Slater đã nói với tạp chí nổi tiếng Actustar rằng anh ta có quan hệ tình cảm với Cruise. Yêu cầu này đã bị Cruise phủ nhận mạnh mẽ, và Slater sau đó được lệnh phải bồi thường thiệt hại 10 triệu đô la cho Cruise sau khi Slater tuyên bố anh ta không đủ khả năng tự bảo vệ mình trước vụ kiện và do đó sẽ vỡ nợ. Cruise yêu cầu một phán quyết mặc định và vào tháng 1 năm 2003, một thẩm phán Los Angeles đã quyết định chống lại Slater sau khi nam diễn viên khiêu dâm nói rằng câu chuyện của anh ta là sai sự thật. 
Cruise cũng kiện nhà xuất bản Michael Davis của Tạp chí Bold 100 triệu đô la vì Davis đã cáo buộc (mặc dù chưa bao giờ xác nhận) rằng anh ta có video chứng minh Cruise là người đồng tính. Bộ đồ đã bị loại bỏ để đổi lấy một tuyên bố công khai của Davis rằng đoạn video không phải của Cruise và Cruise là người dị tính. 
Năm 2006, Cruise kiện Jeff Burgar để giành quyền kiểm soát tên miền TomCruise.com. Khi thuộc sở hữu của Burgar, miền đã chuyển hướng đến thông tin về Cruise trên Celebrity1000.com. Quyết định chuyển giao TomCruise.com cho Cruise được Tổ chức Sở hữu Trí tuệ Thế giới (WIPO) trao vào ngày 5 tháng 7 năm 2006. 
Vào năm 2009, Michael Davis Sapir đã đệ đơn kiện cáo buộc rằng điện thoại của anh đã bị nghe lén theo lệnh của Cruise. Đơn kiện đó đã bị một thẩm phán tòa án Central Civil West ở Los Angeles bác bỏ với lý do đã hết thời hiệu đối với đơn kiện của Sapir. 
Vào tháng 10 năm 2012, Cruise đệ đơn kiện các tạp chí In Touch và Life & Style vì tội phỉ báng sau khi họ cho rằng Cruise đã "bỏ rơi" cô con gái sáu tuổi của mình. Trong thời gian bị hạ bệ, Cruise làm chứng rằng do công việc của anh ta đã quá 110 ngày trôi qua mà anh ta không gặp cô. Vụ kiện cuối cùng đã được giải quyết ổn thỏa giữa hai bên.

## Danh sách phim tham gia

### Điện ảnh
| Năm  | Tựa đề                                    | Vai                               | Ghi chú                | Nguồn         |
| ---- | ----------------------------------------- | --------------------------------- | ---------------------- | ------------- |
| 1981 | Endless Love                              | Billy                             |                        | [ 25 ]        |
| 1981 | Taps                                      | David Shawn                       |                        | [ 26 ]        |
| 1983 | The Outsiders                             | Steve Randle                      |                        | [ 27 ]        |
| 1983 | Losin' It                                 | Woody                             |                        | [ 28 ]        |
| 1983 | Risky Business                            | Joel Goodson                      |                        | [ 29 ]        |
| 1983 | All the Right Moves                       | Stefen Djordjevic                 |                        | [ 30 ]        |
| 1985 | Legend                                    | Jack                              |                        | [ 31 ]        |
| 1986 | Top Gun                                   | Đại úy Pete "Maverick" Mitchell   |                        | [ 32 ]        |
| 1986 | The Color of Money                        | Vincent Lauria                    |                        | [ 33 ]        |
| 1988 | Cocktail                                  | Brian Flanagan                    |                        | [ 34 ]        |
| 1988 | Rain Man                                  | Charlie Babbitt                   |                        | [ 35 ]        |
| 1989 | Born on the Fourth of July                | Ron Kovic                         |                        | [ 36 ]        |
| 1990 | Days of Thunder                           | Cole Trickle                      | Biên kịch (cốt truyện) | [ 37 ] [ 38 ] |
| 1992 | Far and Away                              | Joseph Donelly                    |                        | [ 39 ]        |
| 1992 | A Few Good Men                            | Trung úy. Daniel Kaffee           |                        | [ 40 ]        |
| 1993 | The Firm                                  | Mitch McDeere                     |                        | [ 41 ]        |
| 1994 | Interview with the Vampire                | Lestat de Lioncourt               |                        | [ 42 ]        |
| 1996 | Nhiệm vụ bất khả thi                      | Ethan Hunt                        | Nhà sản xuất           | [ 43 ]        |
| 1996 | Jerry Maguire                             | Jerry Maguire                     |                        | [ 44 ]        |
| 1998 | Without Limits                            |                                   | Nhà sản xuất           | [ 45 ]        |
| 1999 | Eyes Wide Shut                            | William Harford                   |                        | [ 46 ]        |
| 1999 | Magnolia                                  | Frank T. J. Mackey                |                        | [ 47 ]        |
| 2000 | Nhiệm vụ bất khả thi 2                    | Ethan Hunt                        | Nhà sản xuất           | [ 48 ] [ 49 ] |
| 2001 | Stanley Kubrick: A Life in Pictures       | Dẫn chuyện                        |                        | [ 50 ]        |
| 2001 | The Others                                |                                   | Nhà sản xuất điều hành | [ 51 ]        |
| 2001 | Vanilla Sky                               | David Aames                       | Nhà sản xuất           | [ 52 ]        |
| 2002 | Space Station 3D                          | Dẫn chuyện                        |                        | [ 53 ]        |
| 2002 | Minority Report                           | John Anderton                     |                        | [ 54 ]        |
| 2002 | Austin Powers in Goldmember               | Chính anh trong vai Austin Powers | Khách mời              | [ 55 ]        |
| 2002 | Narc                                      |                                   | Nhà sản xuất điều hành | [ 56 ]        |
| 2003 | Shattered Glass                           |                                   | Nhà sản xuất điều hành | [ 57 ]        |
| 2003 | Võ sĩ đạo cuối cùng                       | Nathan Algren                     | Nhà sản xuất           | [ 58 ] [ 59 ] |
| 2004 | Collateral                                | Vincent                           |                        | [ 60 ]        |
| 2005 | Đại chiến thế giới                        | Ray Ferrier                       |                        | [ 61 ]        |
| 2005 | Elizabethtown                             |                                   | Nhà sản xuất           | [ 62 ]        |
| 2006 | Ask the Dust                              |                                   | Nhà sản xuất           | [ 63 ]        |
| 2006 | Nhiệm vụ bất khả thi 3                    | Ethan Hunt                        | Nhà sản xuất           | [ 64 ]        |
| 2007 | Lions for Lambs                           | Thượng Nghị sĩ Jasper Irving      |                        | [ 65 ]        |
| 2008 | Sấm nhiệt đới                             | Les Grossman                      |                        | [ 66 ]        |
| 2008 | Điệp vụ Valkyrie                          | Claus von Stauffenberg            |                        | [ 67 ]        |
| 2010 | Knight and Day                            | Roy Miller                        |                        | [ 68 ]        |
| 2011 | Nhiệm vụ bất khả thi: Chiến dịch bóng ma  | Ethan Hunt                        | Nhà sản xuất           | [ 69 ]        |
| 2012 | Kỷ nguyên Rock                            | Stacee Jaxx                       | Kiêm ca sĩ             | [ 70 ] [ 71 ] |
| 2012 | Phát súng cuối cùng                       | Jack Reacher                      | Nhà sản xuất           | [ 72 ]        |
| 2013 | Bí mật Trái Đất diệt vong                 | Jack Harper                       |                        | [ 73 ]        |
| 2014 | Cuộc chiến luân hồi                       | Maj. William Cage                 |                        | [ 74 ]        |
| 2015 | Nhiệm vụ bất khả thi: Quốc gia bí ẩn      | Ethan Hunt                        | Nhà sản xuất           | [ 75 ]        |
| 2016 | Jack Reacher: Không quay đầu              | Jack Reacher                      | Nhà sản xuất           | [ 76 ]        |
| 2017 | Xác ướp                                   | Nick Morton                       |                        | [ 77 ]        |
| 2017 | Barry Seal: Lách luật kiểu Mỹ             | Barry Seal                        |                        | [ 78 ]        |
| 2018 | Nhiệm vụ bất khả thi: Sụp đổ              | Ethan Hunt                        | Nhà sản xuất           | [ 79 ]        |
| 2022 | Top Gun: Maverick                         | Đại tá Pete "Maverick" Mitchell   | Nhà sản xuất           | [ 80 ]        |
| 2023 | Nhiệm vụ bất khả thi: Nghiệp báo - Phần 1 | Ethan Hunt                        | Nhà sản xuất           |               |
| 2024 | Nhiệm vụ bất khả thi: Nghiệp báo - Phần 2 | Ethan Hunt                        |                        |               |

### Truyền hình
| Năm  | Tựa đề                                               | Vai        | Ghi chú                                            |
| ---- | ---------------------------------------------------- | ---------- | -------------------------------------------------- |
| 1993 | Fallen Angels                                        | —          | Tập: "The Frightening Frammis" (đạo diễn)          |
| 2010 | Top Gear                                             | Chính mình | Guest                                              |
| 2012 | The Graham Norton Show (TV series UK)                | Chính mình | Guest - 31st December 2012 (New Years Eve special) |
| 2013 | The Graham Norton Show (TV series UK)                | Chính mình | Guest - 5th April 2013                             |
| 2014 | The Graham Norton Show (TV series UK)                | Chính mình | Guest - 30th May 2014                              |
| 2016 | The Graham Norton Show (TV series UK)                | Chính mình | Guest - 21st October 2016                          |
| 2017 | The Graham Norton Show (TV series UK)                | Chính mình | Guest - 2nd June 2017                              |
| 2017 | The Late Late Show with James Corden (TV series USA) | Chính mình | Guest - 7th June 2017                              |
| 2018 | The Graham Norton Show (TV series UK)                | Chính mình | Guest - 26th January 2018                          |
| 2021 | The Graham Norton Show (TV series UK)                | Chính mình | Guest - 16th April 2021                            |